# Климент III
Климент III (лат. Clemens; 14 листопада 1121 чи 1130, Рим, Папська держава — 27 березня 1191, Рим, Папська держава) — сто сімдесят третій папа Римський з 19 грудня 1187 року до 27 березня 1191 рік, римлянин.
Був призначений кардиналом-єпископом Палестрини папою Олександром III у 1180 або 1181 році. Одразу після обрання досяг успіху в залагодженні конфлікту між громадянами Рима та папами, який тривав упродовж півстоліття, досягнувши згоди про те, що мешканці міста вибирають магістратів, а папа призначає правителя міста. Він спонукав Генріха II Англійського та Філіпа II Августа Французького до проведення Третього хрестового походу.
Впровадив деякі незначні зміни до церковних правил. 31 березня 1188 року уклав договір з римлянами, у квітні 1189 року помирився з імператором Фрідріхом I Барбароссою.

## Духовна кар'єра
Паоло Сколарі був уродженцем Рима та став першим після смерті Іннокентія II (1143) римлянином на папському престолі. Точна дата його народження невідома, але хроністи відзначають його похилий вік до моменту обрання на кафедру. Упродовж тривалого понтифікату Олександра III був йому відданим і послідовно призначався архіпресвітером Латеранського собору, кардиналом-дияконом Санті-Серджо-е-Бакко та, зрештою (1180), кардиналом-єпископом Палестрини. За два дні після смерті Григорія VIII в Пізі Паоло Сколарі був обраний папою та прийняв ім'я Климента III. 7 січня 1188 року Климент III був коронований, церемонію проводив його майбутній наступник — кардинал Джачінто Бобоне Орсіні.

## Понтифікат
Будучи уродженцем Рима, Климент III зумів домогтись примирення папства з римлянами, завершивши конфлікт, що тривав з 1143 року, та повернутись до своєї столиці в лютому 1188 року. Остаточна угода була підписана 31 травня 1188 року: за нею римляни зберегли за собою право виборів магістратів, але право призначення губернатора міста було передано папі.
До числа видатних рішень Климента III належать затвердження архієпископів Трірського (конфлікт навколо подвійних виборів тягнувся з часів Луція III) та Сент-Ендрюського (аналогічний конфлікт з подвійними виборами тривав з понтифікату Олександра III). 13 березня 1188 року Климент III звільнив шотландську Церкву від влади архієпископа Йорку, підпорядкувавши її напряму Святому престолу.
Основним завданням Климента III стала організація Третього хрестового походу, проголошеного його попередником в буллі Audita tremendi. Папські легати домоглись примирення королів Філіпа Августа Французького та Генріха II Англійського, після чого Філіп Август і Річард Левове Серце (син і спадкоємець Генріха II) прийняли хрест. Сам Климент III, продовжуючи політику Григорія VIII, розв'язав політику папства та Імперії, в результаті чого хрест прийняв і Фрідріх Барбаросса. До моменту смерті Климента III Фрідріх Барбаросса загинув, а Філіп Август вирішив повернутися зі Святої Землі до Франції, але похід тривав під командуванням Річарда. До моменту невдалого завершення Третього хрестового походу (1192) Климент III вже помер.
Смерть бездітного сицилійського короля Вільгельма II Доброго (18 листопада 1189 року) послужила початком конфлікту папства з Гогенштауфенами з перервами на сім десятиліть, оскільки порушила традиційно підтримувану папами рівновагу між Священною Римською імперією, до якої входили північноіталійські території, та норманським Сицилійським королівством (Південна Італія). З моменту появи норманів у Південній Італії папи вдало лавірували між імператорами та норманами, підтримуючи то одну, то іншу сторону. Тітка та потенційна спадкоємиця Вільгельма II Констанція була у шлюбі з сином Фрідріха Барбаросси Генріхом VI. Перехід Сицилійського королівства до рук Генріха VI означав би для папства катастрофу, оскільки Папська область виявилась би затиснутою між Імперією та Сицилією, що перебували в руках Гогенштауфенів.
У зв'язку з цим, Климент III, в порушення законних прав Генріха VI та Констанції, підтримав обрання на трон Сицилії незаконнонародженого Танкреда ді Лечче, визнав останнього королем і погодився на його коронацію в соборі Палермо (18 січня 1190 року). Генріх VI, зі свого боку, оголосив про свої права на Сицилію, зібрав армію та в листопаді 1190 року вирушив на Рим для своєї імперської коронації, щоб потім вторгнутись до Південної Італії. Ломбардські міста й Піза підтримали короля, й він, не зустрічаючи перепон, підступив до Рима (березень 1191 року). Раптова смерть Климента III (20 березня 1191 року) позбавила папу від зустрічі з Генріхом VI, і проблема сицилійського спадкування престолу перейшла до його наступника Целестина III.